# Elektrisch-akustische Stimulation
Beim Konzept der kombinierten elektrisch-akustischen Stimulation, kurz EAS genannt, werden die Hörgeräte- und Cochleaimplantat-Technologie (kurz CI) gleichzeitig im selben Ohr angewandt.
Das Hörgerät verstärkt die tiefen Frequenzen akustisch, während das Cochleaimplantat die mittleren und hohen Frequenzbereiche elektrisch stimuliert (sog. Hybrid-System). Dadurch kann das Innenohr die akustischen und elektrischen Reize simultan verarbeiten.
Ergebnisse internationaler Studien belegen den hohen Synergieeffekt von Hörgeräte- und Cochleaimplantat-Technologie, mit besonders guten Ergebnissen bei der Sprachverstehen im Störgeräusch und in der musikalischen Wahrnehmung.

## Konzept
Die elektrische Stimulation des auditorischen Systems mit Hilfe eines Cochleaimplantats ist eine weit verbreitete Technik für Menschen mit einem mittelschweren bis schweren sensorineuralen Hörverlust, aber auch für Erwachsene und Kinder mit geringem Restgehör.
Normalerweise können Patienten, die unter einem leichten bis mittelgradigen Hörverlust leiden, von konventionellen Hörgeräten profitieren. Einerseits hat sich die akustische Verstärkung in den niederen Frequenzbereichen bewährt. Ein hochgradiger Hörverlust (> 80 dB) für Frequenzen über 1 kHz kann jedoch über dem möglichen Verstärkungsbereichs des Hörgeräts liegen. Andererseits können mit Hilfe eines Cochleaimplantates (CI) Frequenzen bis zu 8 kHz übertragen werden.
Schon Mitte der 1990er Jahre waren einzelne Patienten bekannt, deren tieffrequentes Restgehör nach der Implantation erhalten blieb. Das Konzept der beabsichtigten kombinierten elektrisch-akustischen Stimulation (EAS) wurde erstmals 1999 von C. von Illberg und J. Kiefer von der Universitätsklinik Frankfurt beschrieben. Noch im selben Jahr wurde der erste EAS-Patient implantiert.

## Indikationen
Es gibt Patienten, die für niedrige Frequenzen ein gewisses Restgehör und für hohe Frequenzen einen hochgradigen Hörverlust haben. Diese Personen können wegen des schweren Hörverlusts in den hohen Frequenzen nicht von der klassischen Verstärkung eines Hörgeräts profitieren, da sie trotz bester Anpassung des Hörgerätes kein ausreichendes Sprachverstehen haben. Aufgrund ihres guten Restgehörs in den niederen Frequenzen sind sie aber auch keine klassischen Kandidaten für ein Cochleaimplantat. Die Indikation für EAS basiert auf drei Faktoren:
1. Audiogramm
2. Sprachverstehen
3. Krankengeschichte

### Indikationsbereich im Audiogramm
Der Indikationsbereich für eine EAS-Versorgung auf Basis des Audiogramms ist in zwei Kategorien zu unterscheiden. Neben dem allgemeinen EAS-Indikatonsbereich mit einem bis ca. 1 kHz reichendes Tieftonrestgehör, kann eine EAS-Versorgung auch bei einem sich bis mindestens 250 Hz erstreckenden normalen Gehör erfolgen. In den mittleren bis hohen Frequenzen ist auf Grund der angestrebten elektrischen Stimulation kein Restgehör vonnöten.
- Allgemeine EAS-Indikation
  - < 500 Hz gering- bis mittelgradiger Hörverlust (max. 65 dB) & …
  - … > 1 kHz hochgradiger bis an Taubheit grenzender, sensorineuraler Hörverlust

- Erweiterte EAS-Indikation
  - < 250 Hz kein Hörverlust (max. 20 dB) & …
  - … > 1 kHz hochgradiger bis an Taubheit grenzender, sensorineuraler Hörverlust

### Sprachverstehen
Der Freiburger Einsilbertest sollte ein Ergebnis gleich oder schlechter als 50 % Sprachverstehen bei 65 dB SPL mit bestmöglicher Hörgeräteversorgung aufweisen.

### Krankengeschichte
Kontraindikationen:
- Fortschreitender Hörverlust
- Autoimmun-Erkrankung
- Hörverlust aufgrund von Meningitis, Otosklerose oder Verknöcherung
- Miss- oder Fehlbildung der Cochlea
- Unterschied zwischen Luft- und Knochenleitung > 15 dB
- Kontraindikationen des Außenohrs gegenüber Hörgeräten

## Die hörerhaltende Implantation
Eine spezielle Operationstechnik ist der Schlüssel zum Erhalt des Restgehörs, da bei einer normalen Cochleaimplantat-Operation das Restgehör mit einer hohen Wahrscheinlichkeit zerstört wird. Eine Garantie das Restgehör tatsächlich zu erhalten, gibt es nicht. Es kommt immer wieder vor, dass auch noch Monate nach der Operation ein anfänglicher Restgehörerhalt verloren geht. Wichtige Faktoren für den Erhalt des Restgehörs sind:
- Verwendung von speziellen atraumatischen Elektroden
- Kleinstmögliches akustisches Trauma beim Bohren der Cochleostomie
- Kleinstmögliches mechanisches Trauma aufgrund der Öffnung der Cochlea und durch das Einführen der Elektroden
- Verhindern von entzündlichen Reaktionen (Verunreinigung mit Blut, Bakterien aus dem Mittelohr, Knochenstaub etc.)
- Verwendung spezieller Medikamente zum Hörerhalt

Es gibt zwei gängige Methoden, die Elektroden in die Cochlea einzuführen:
- Durch das runde Fenster
- Durch eine Cochleostomie

In letzter Zeit erfreut sich die Einführung durch das runde Fenster immer größerer Beliebtheit, da sie als weniger traumatisch angesehen wird. Die besten Ergebnisse wurden mit einer Elektroden-Einführtiefe von 18 mm erreicht, da diese Länge auch mit der physiologischen Position für die Frequenzaufnahme der Cochlea bei 1000 Hz übereinstimmt. Deshalb werden alle Frequenzen unter 1000 Hz akustisch und die darüber liegenden Frequenzen elektrisch stimuliert.
Um eine erfolgreiche Behandlung von EAS-Patienten zu gewährleisten, bieten Firmen, welche EAS als Behandlungsmethode anbieten, Chirurgen und Spezialisten die Möglichkeit, an Trainingskursen für diese spezielle Operationstechnik teilzunehmen.

## EAS-Elektroden
Langzeitstudien zeigen, dass eine möglichst langsame Einführung der Elektrode mit geringer Kraft die Chancen erhöht, die leicht zerstörbaren Strukturen innerhalb der Cochlea zu erhalten. Somit ist die mechanische Flexibilität der Elektrode einer der Schlüsselfaktoren für den Erhalt des Restgehörs.

## EAS- / Hybrid-Audioprozessor

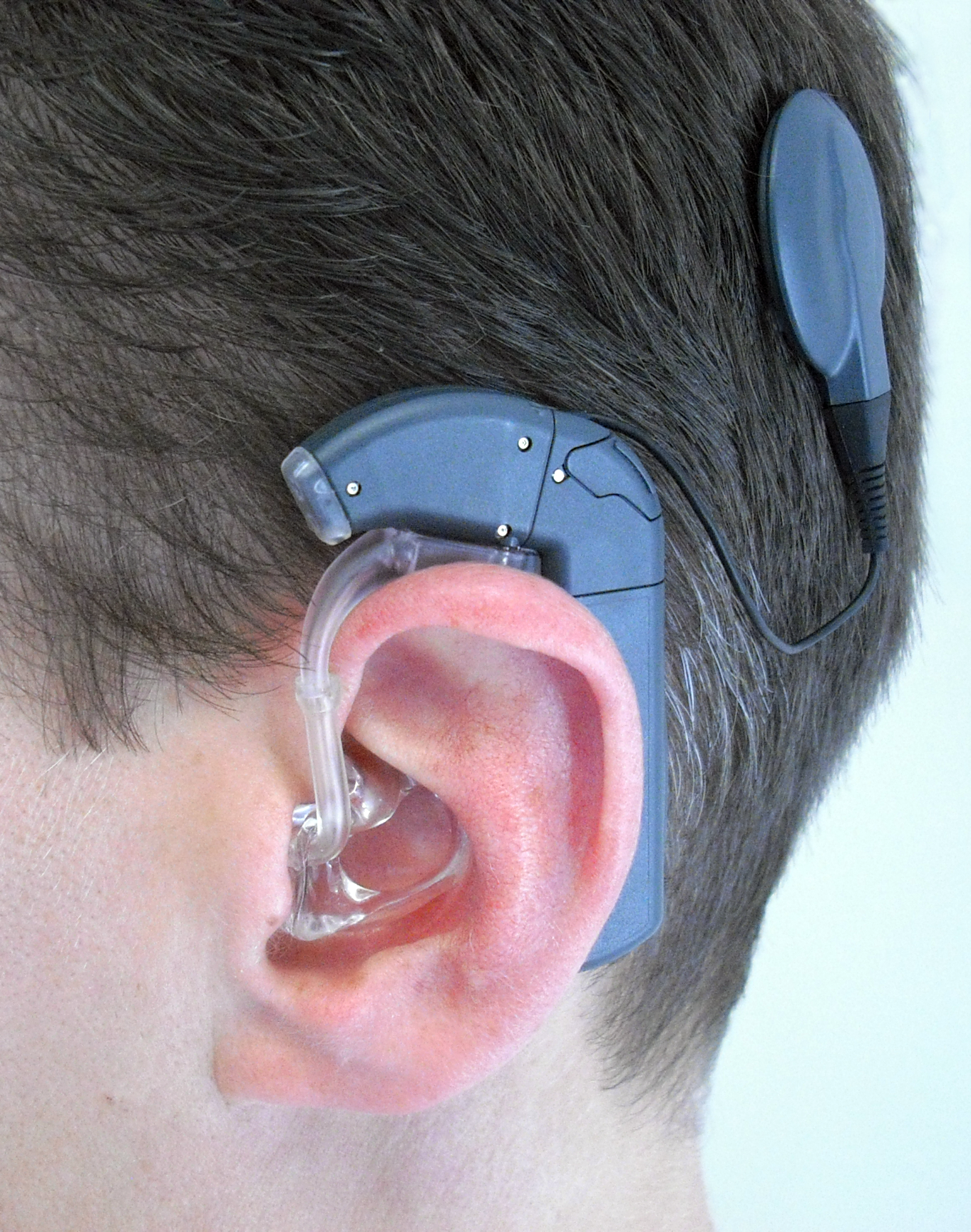
EAS-Audioprozessor mit Ohrpassstück.

Mittlerweile gibt es mehrere CI-Hersteller, nämlich Advanced Bionics, MED-EL und Cochlear. Das Hörgerät ist im Ohrhaken integriert (HdO=Hinter-dem-Ohr-Prozessor oder BTE=Behind-the-ear), und die verstärkten Signale werden über das Ohrpassstück in den Gehörgang weitergeleitet. MED-EL verwendet klassisch einen Schallschlauch, wohingegen Advanced Bionics & Cochlear mit einem externen Hörer arbeiten. Das Ohrpassstück, das für den akustischen Teil verwendet wird, ist identisch mit dem eines konventionellen Hörgeräts und kann dadurch leicht ausgetauscht werden. Die Schallaufnahme erfolgt wie beim CI über das Mikrophon des HdO-Prozessors. Das Signal wird getrennt und dann parallel für das akustische Hören (in den tiefen Frequenzen) und für die Cochleaimplantat-Stimulation (in den mittleren und hohen Frequenzen) entsprechend optimiert. Das erlaubt dem Benutzer eine klare und präzise Lokalisation von Geräuschen.

## Zulassung
In Europa sind die EAS-Systeme von MED-EL seit 2005 zugelassen, seit 2008 von Cochlear, seit 2015 auch von Advanced Bionics. In den USA erfolgte 2014, 2017 bzw. 2018 eine Zulassung eines Cochlear- bzw. MED-EL- bzw. Advanced-Bionics-Systems. Die Firma Neurelec hatte vor der Übernahme durch Oticon einen EAS-Prozessor namens Zebra. Oticon hat aktuell noch keinen eigenen EAS-Prozessor. Der Zebra ist nicht mehr erhältlich. Der chinesische Hersteller Nurotron offiert keinen EAS-Prozessor und hat aktuell zudem keine Zulassung in der EU wie auch in der USA.